# Dead Cells
Dead Cells est un jeu vidéo d'action-aventure, de plate-formes, appartenant également aux genres du roguelite et du metroidvania édité et développé par Motion Twin. Il sort le 7 août 2018 sur Windows, Linux, MacOS, PlayStation 4, Xbox One, et Nintendo Switch, puis le 3 juin 2020 sur Android.
L'objectif est de sortir du donjon généré aléatoirement à chaque partie.

## Histoire
Le système de narration de Dead Cells est fortement inspiré de celui de Dark Souls : le joueur rencontre des éléments et des lieux où des informations en lien avec l'histoire lui sont données.
Dans le monde de Dead Cells, le roi cherche un remède pour sauver son peuple de la maladie, il ordonne donc à ses alchimistes de développer un remède. Très rapidement, ils s’aperçoivent que le remède transforme le peuple en monstres. Le roi décide donc d'appliquer ce remède afin de constituer une armée mais se fait rapidement dépasser par la situation : tout le monde est contaminé à présent par l'œuvre des alchimistes. Le roi entame donc un génocide sur son peuple, transformé en monstres, qu'il n'arrive plus à maîtriser.
L'aventure du héros commence ici : le joueur incarne un corps décapité qui s'est fait envahir par un parasite et va chercher à se venger du roi.

## Développement
À l'origine nommé Hordes Zero, le jeu devait être la suite spirituelle de Hordes.
Le jeu est disponible en accès anticipé à partir du 10 mai 2017.
Le 7 août 2018, Dead Cells est sorti de son accès anticipé sur PC et est désormais également disponible sur Nintendo Switch, Xbox One et PlayStation 4.

### Mises à jour après la sortie du jeu
Une mise à jour nommée Pimp My Run voit le jour le 22 décembre 2018 ; elle ajoute un mode personnalisé au jeu ainsi qu'un rééquilibrage.
Un DLC gratuit nommé Rise of the Giant est sorti sur PC le 28 mars 2019. Il s'agit de la plus grosse mise à jour depuis la sortie du jeu : de nouveaux biomes, armes, boss et ennemis en tous genres ont fait leur apparition dans le jeu. Un système de skin gratuit est également mis en place avec un nouveau PNJ. Le DLC sort le 23 mai 2019 sur consoles.
Un premier DLC payant intitulé The Bad Seed sort le 11 février 2020. Un deuxième DLC payant intitulé Fatal Falls sort le 26 janvier 2021.
Plusieurs mises à jour gratuites sont ensuite proposées en 2021. Un troisième DLC payant intitulé The Queen and the Sea est sorti le 7 janvier 2022. Une mise à jour gratuite intitulée Break the Bank est ensuite disponible en mars 2022. Un dernier DLC payant, Return to Castlevania, est sorti en mars 2023. Collaboration avec la série de jeux Castlevania, il ajoute des armes, musiques, niveaux et personnages qui en sont issus.
En août 2024, Dead Cells reçoit sa dernière mise à jour majeure.

## Accueil

### Critique
Le jeu a reçu un excellent accueil de la presse spécialisée, obtenant un 89 de moyenne sur les sites Metacritic et OpenCritic.

### Récompenses
En 2020, il reçoit le Pégase du Meilleur jeu vidéo mobile.

### Ventes
Un an après sa sortie en accès anticipé, le jeu s'est vendu à 730 000 copies. Dead Cells a ensuite atteint les 2 millions de vente en mai 2019 et le 3e million en juillet 2020 à la suite d'une annonce de Motion Twin sur Twitter. Fort de sa sortie en Chine le 3 février 2021, le titre renommé Reborn Cells en raison de consignes locales a atteint les 5 millions de vente, dont 1 million sur le marché chinois. Le titre a dépassé les 10 millions de ventes en juin 2023.